# Marnézia
Marnézia là một khu dân cư trong vùng hành chính Franche-Comté, thuộc tỉnh Jura, quận Lons-le-Saunier, tổng Orgelet. Tọa độ địa lý của xã là 46° 34' vĩ độ bắc, 05° 38' kinh độ đông. Marnézia nằm trên độ cao trung bình là 535 mét trên mực nước biển, có điểm thấp nhất là 507 mét và điểm cao nhất là 703 mét. Xã có diện tích 4.97 km², dân số vào thời điểm 2004 là 72 người; mật độ dân số là 14 người/km².

## Thông tin nhân khẩu
| 1962 | 1968 | 1975 | 1982 | 1990 | 1999 |
| ---- | ---- | ---- | ---- | ---- | ---- |
| 46   | 62   | 52   | 48   | 46   | 48   |

## Địa điểm tham quan
Nhà thờ của Marnézia được khánh thành năm 1457 và mở rộng năm 1668. Nhà thờ có một tượng gỗ của Notre-Dame de Délivrance từ thế kỉ thứ 15 và nhiều tượng gỗ khác.